# Pobreza energética

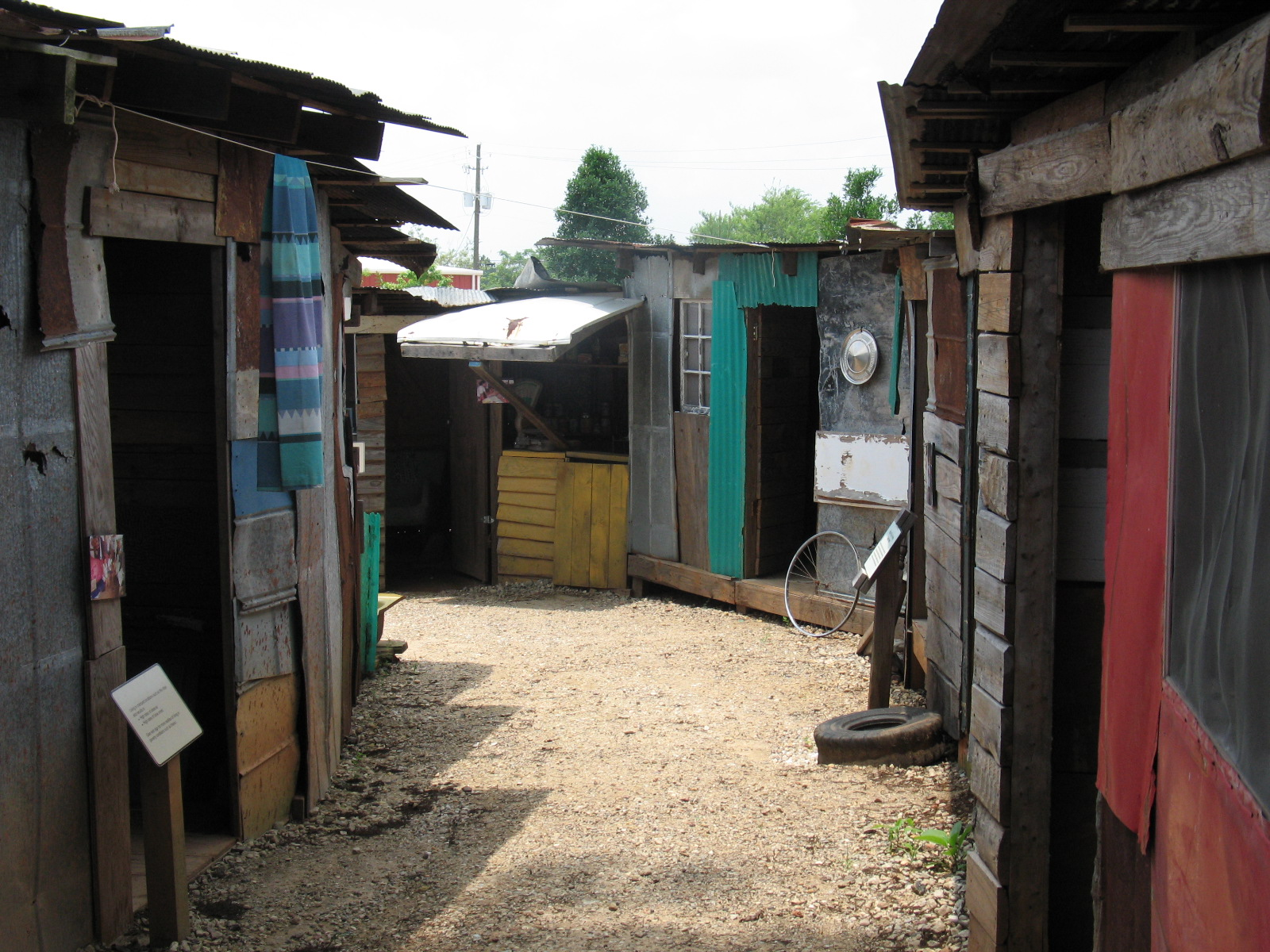
Casas sem acesso estável a energia, como eletricidade, aquecimento, refrigeração, etc

A pobreza energética é a falta de acesso a serviços energéticos modernos. Refere-se à situação de um grande número de pessoas em países em desenvolvimento e a algumas pessoas em países desenvolvidos cujo bem-estar é afetado negativamente pelo baixo consumo de energia, uso de combustíveis sujos ou poluentes e tempo excessivo gasto na coleta de combustível para atender às suas necessidades básicas. Hoje, 759 milhões de pessoas não têm acesso a eletricidade constante e 2,6 mil milhões de pessoas usam sistemas de confeção de alimentos perigosos e ineficientes. Está inversamente relacionada ao acesso a serviços modernos de energia, embora a melhoria do acesso seja apenas um fator nos esforços para reduzir a pobreza energética. A pobreza energética é distinta da pobreza de combustível, que se concentra principalmente na questão da acessibilidade.
O termo “pobreza energética” surgiu através da publicação do livro de Brenda Boardman, Fuel Poverty: From Cold Homes to Affordable Warmth (1991). Nomear a interseção de energia e pobreza como “pobreza energética” motivou a necessidade de desenvolver políticas públicas para abordar a pobreza energética e também estudar as suas causas, sintomas e efeitos na sociedade. Quando a pobreza energética foi introduzida pela primeira vez no livro de Boardman, a pobreza energética foi descrita como falta de energia suficiente para aquecer e arrefecer as casas. Hoje, a pobreza energética é entendida como o resultado de complexas desigualdades sistémicas que criam barreiras ao acesso à energia moderna a um preço acessível. A pobreza energética é um desafio para medir e, portanto, analisar porque é vivenciada privadamente dentro das famílias, específica para contextos culturais e muda dinamicamente dependendo do tempo e do espaço.
De acordo com a iniciativa Energy Poverty Action do Fórum Económico Mundial, “o acesso à energia é fundamental para melhorar a qualidade de vida e é um imperativo fundamental para o desenvolvimento económico. No mundo em desenvolvimento, a pobreza energética ainda é abundante.". Como resultado dessa situação, a Organização das Nações Unidas (ONU) lançou a Iniciativa Energia Sustentável para Todos e designou 2012 como o Ano Internacional da Energia Sustentável para Todos, que teve como foco principal a redução da pobreza energética. A ONU reconhece ainda a importância da pobreza energética por meio do Objetivo 7 dos seus Objetivos de Desenvolvimento Sustentável para "garantir o acesso a energia acessível, fiável, sustentável e moderna para todos".

### Fontes de energia

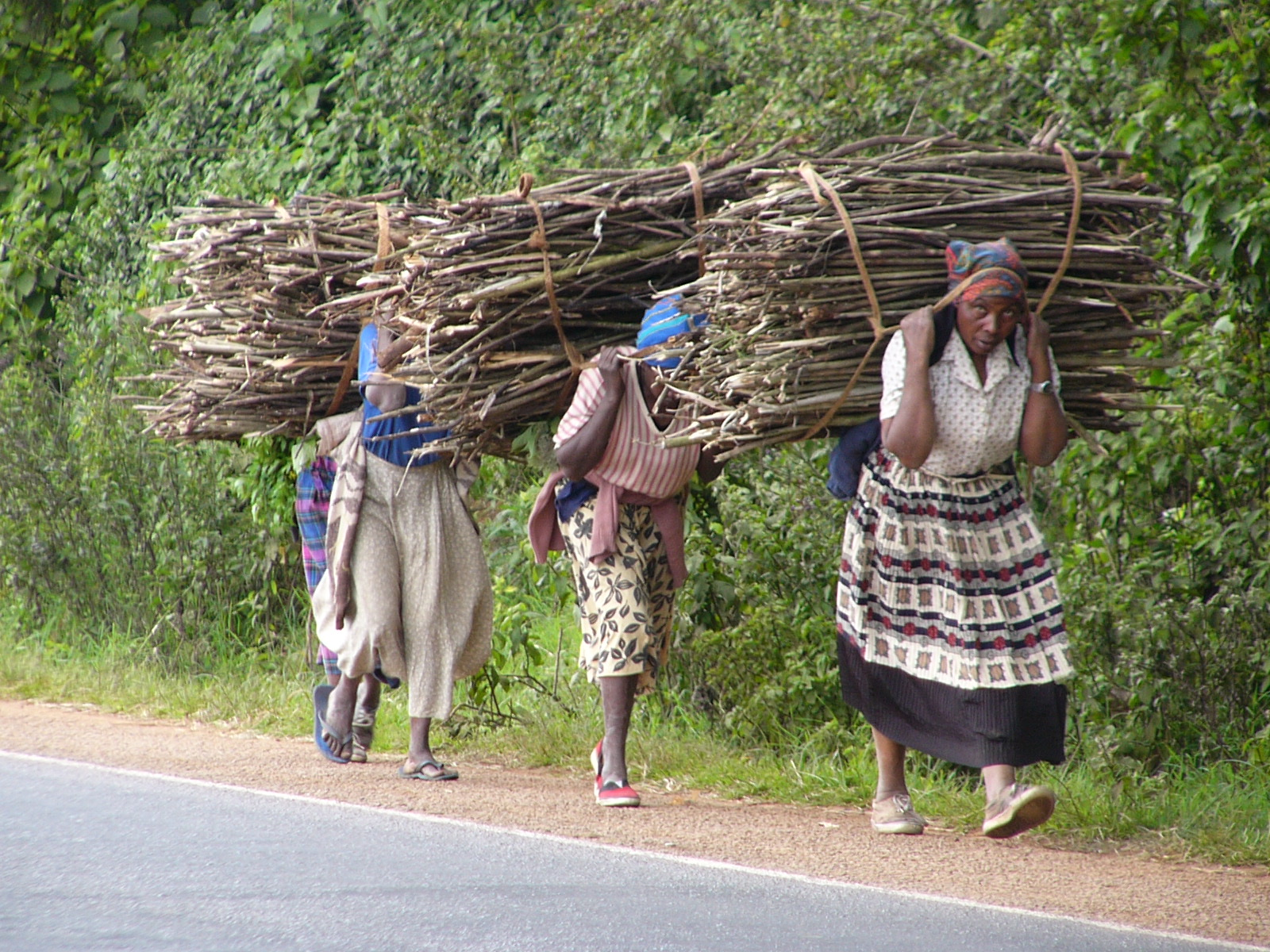
Mulheres a coletar lenha para combustível

### Pobreza energética doméstica

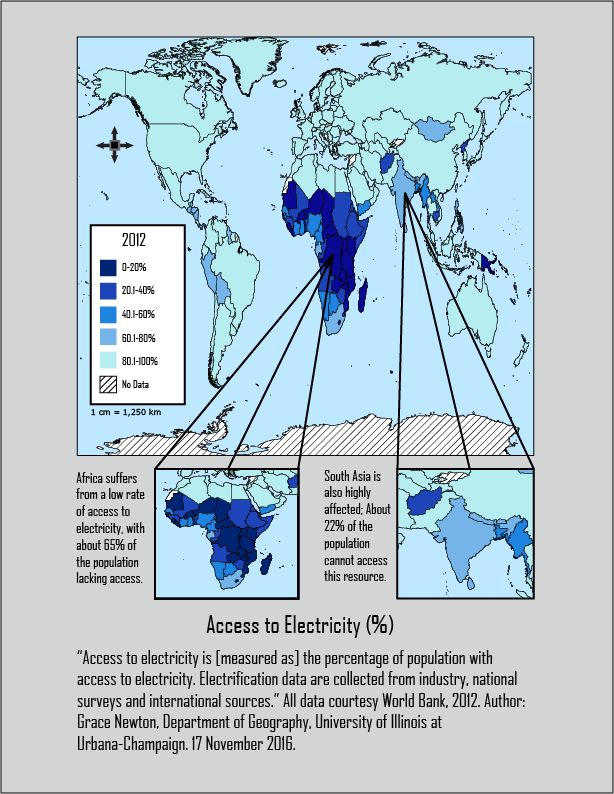
A falta de acesso à eletricidade é um indicador de pobreza energética

## Problemas intersecionais

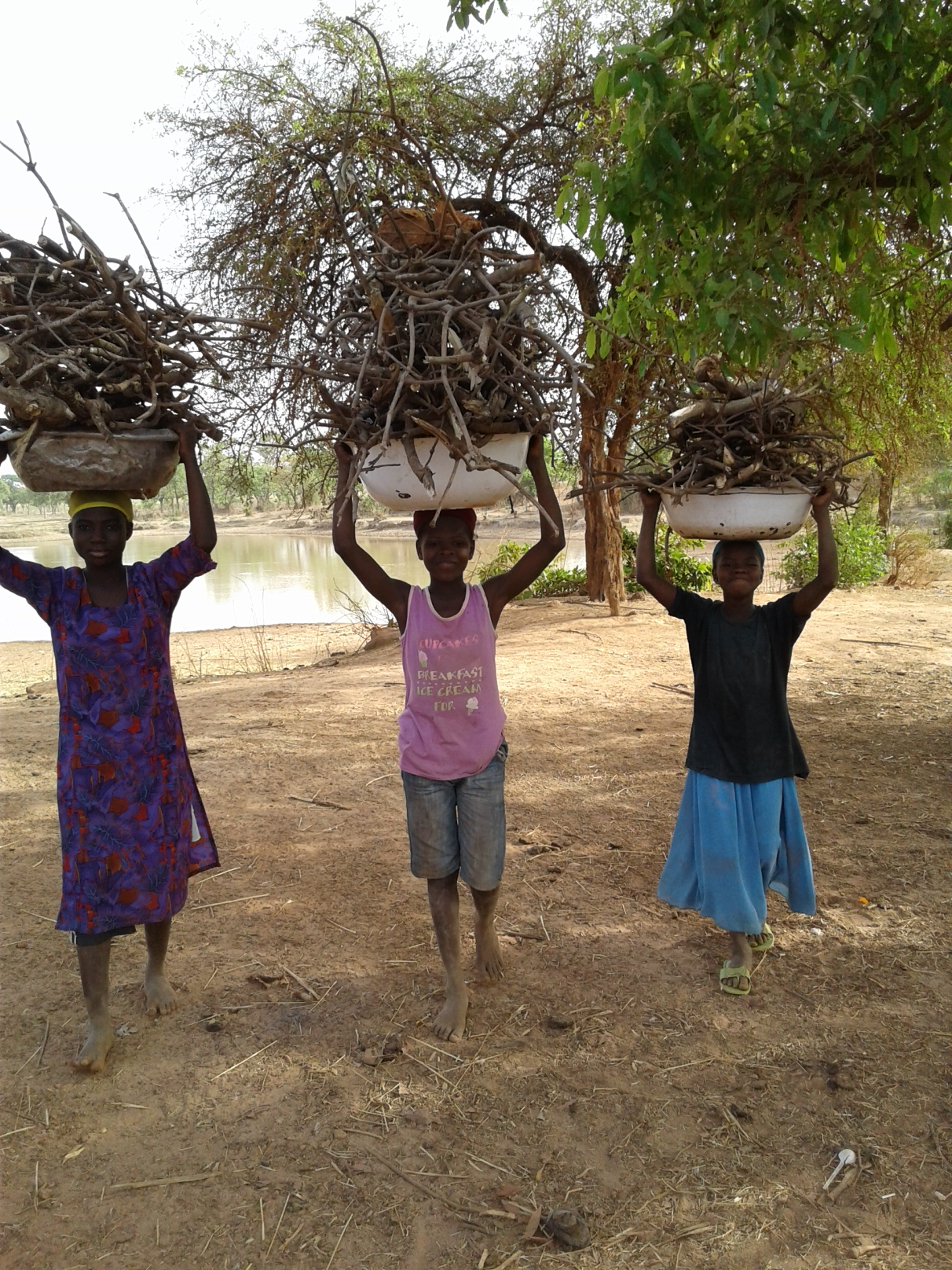
Crianças a recolher lenha

## Causas